# Palladis Rt.
A Palladis Rt. egy magyarországi könyvkiadó volt a két világháború közötti időben.

## Története, nevezetes kiadványai
A kiadó az 1920-as években létesült. Fennállásának ideje alatt számos szépirodalmi könyvet adott ki. Példák megjelent külföldi szerzőkre: Emilio Salgari, Pearl S. Buck, Percival C. Wren, Edgar Wallace, Nora Waln, Friedrich Zeckendorf, Joan Lowel, Alice Ross Colwer, Hans Räber, David Garth, Roy Vickers, Ernst Klein, Emil Droonberg, Elswyth Thane, E. S. Holding, Ainsworth Morgan, Nigel Worth, Gwen Bristow, Felix Riesenberg, Ponson Du Terrail. Magyar szerzői: Somogyvári Lajos, M. Katona Ilona, Réz Bálint, Borbély László, Medveczky Bella, Losonczy Zoltán, M. Bónis Mária.
Számos kiadványt Kosáryné Réz Lola (1892–1984), Kosáry Domokos (1913–2007) történész, a Magyar Tudományos Akadémia későbbi elnökének édesanyja fordított le a kiadónak.
A Palladis Rt. néhány vallási és/vagy ifjúsági könyvet is megjelentetett:
- Balázs Benedicta: A nagy találkozás. Ifjúsági regény[1]
- B. Czeke Vilma: A jó pásztor[2]
- Szunyogh X. Ferenc: Szárnyaló szívvel[3]
- M. Katona Ilona: A szív parancsai[4]

Balassa Imre Mozart életét dolgozta fel (W. A. Mozart csodálatos élete). Altay Margit A bagdadi tolvaj című könyve pedig az „Ezeregyéjszaka” meséiből 1940-ben készült film alapján készült, fekete-fehér fénykép-illusztrációi a film kiragadott jelenetei voltak.
Jellemzőek voltak az egyszerű félvászon és papír kötésű művek, ritkán díszkötést kaptak. A kiadó néhány igazi díszművel is gazdagította a könyvkínálatot:
- Gáspár Jenő: Isten leventéje. Regény Szent Imre herceg korából (Lotz Károly, Márton Lajos, Székely Bertalan, Than Mór és Zichy Mihály, "Thuróczy-Krónika", a "Burlington Magazine", a "Zágrábi Misekönyv" képeivel, Jaschik Álmos könyvborítójával)[10]
- (szerk.) Radó Polikárp – Szunyogh X. Ferenc – Kühár Flóris: Az egyház szentjei (nagy alakú kiadvány, művészi reprodukciókkal)[11]
- H. V. Morton: Az üdvözítő nyomában I-II. (kis alakú, két kötetes kiadvány aranyozott gerincű borítóval, számos fényképpel)[12]
- Misekönyv, Az esztendő 52 vasárnapján, a pirosbetűs ünnepeken és gyászmiséken, továbbá a boldogságos Szűz Mária, az Úr Jézus Krisztus és egyes szentek ünnepein bemutatott szentmise-áldozat imáinak szövege (kis méretű mű, aranyozott borítóval, művészek képeivel)[13]
- Radó Polikárp – Varga Ottó: A Biblia története a magyar nép számára (nagy alakú mű J. Schnorr metszeteivel)[14]
- Újszövetségi Szentírás. Szent Biblia – A Vulgata szerint Káldi György S. J. fordítása nyomán tekintettel az eredeti szövegre (nagy alakú mű művészek képeivel)[15]
- Az én házam – az én váram I. Hogy építsem, hasznosítsam házam, kertem, otthonom (nagy alakú mű számos rajzzal)[16]

A kiadó számos kiadványa – a korban megszokott módon – évszámjelzés nélkül jelent meg.

## Sorozatai
- Palladis félpengős regények
- Palladis 1 Pengős regények[17]
- Pengős Regények kifogyott köteteinek Filléres kiadása[18]

## Egyéb irodalom
- Grób László: Palladis félpengős regények, Attraktor Kft., Máriabesnyő–Gödöllő, 2013, ISBN 978-615-5257-27-8 (A Magyar Ponyva Képes Bibliográfiája 2.)
- Grób László: Palladis 1 Pengős regények / Az Athenaeum detektívregényei, Attraktor Kft., Máriabesnyő–Gödöllő, 2012, ISBN 978-615-5257-21-6 (A Magyar Ponyva Képes Bibliográfiája 1.)